# Coupe menstruelle

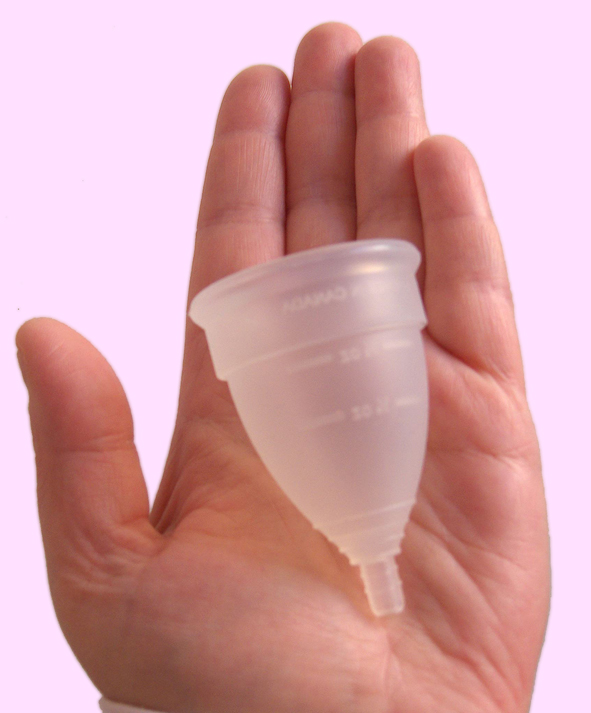
Une coupe menstruelle

Une coupe menstruelle ou coupelle menstruelle est un appareil de protection hygiénique féminine utilisé lors des menstruations. Constitué d'une petite coupe en forme d'entonnoir aux bords arrondis et terminée le plus souvent par une petite tige, ce dispositif est le plus souvent composé de silicone médical. Placée à l'intérieur du vagin pour recueillir le sang, la coupe menstruelle se conserve jusqu'à quatre heures en place,, avant de devoir être vidée, rincée puis réinsérée. Réutilisable pendant plusieurs années, elle est ainsi perçue comme une alternative écologique aux protections hygiéniques jetables comme les tampons et les serviettes. Certaines ont demandé la certification ISO13485, norme internationale de gestion de la qualité de dispositif médical; beaucoup sont non réglementées.

## Histoire

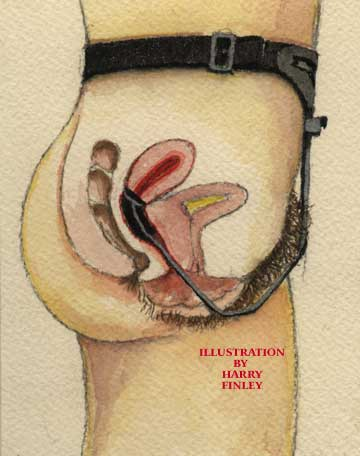
Une illustration du brevet déposé en 1867 pour la première coupe menstruelle connue.

Le premier modèle de coupe menstruelle date de 1867. Les premiers brevets sont déposés dans les années 1930. En 1933, le Canadien Lester J. Goddard obtient un brevet sur le « réceptacle vaginal » pour la Coezene Company à Miami. La première coupe commercialisée serait la Daintette distribuée par la Dainty Maid, Inc., de Middlefield, Connecticut (États-Unis). L'actrice et chanteuse américaine Leona Chalmers se consacre avec des gynécologues à la conception de produits d'hygiène intime plus sûrs, plus propres et plus confortables pour les femmes. En 1937, elle lance la Tassette, qui a peu de succès, en partie à cause de la pénurie de caoutchouc. Lors de sa commercialisation, Leona Chalmers promet que la Tassette remédie à l'impression de saleté et aux mauvaises odeurs pendant les règles, tout en assurant « tranquillité d'esprit et fraîcheur ». Cette coupe est commercialisée jusque dans les années 1960 sous d'autres noms comme Tassaway dans les années 1950. À la même époque, les tampons avec applicateur sont créés et rencontrent quant à eux un large succès.
Une nouvelle coupe menstruelle en caoutchouc est conçue en 1987 aux États-Unis, la Keeper,. En Europe, elle apparaît dans les années 2000. Cependant, dans les années 1980, certaines femmes présentent des réactions allergiques à cause du latex qu'elle contient. La première coupe menstruelle en silicone, la Mooncup, est alors fabriquée aux États-Unis par la société The Keeper Inc. puis au Royaume-Uni. Elle est toujours fabriquée et commercialisée aux États-Unis, au Canada sous le nom de Divacup, et en Europe sous le nom de keeper silicone.
En 1994, le premier disque menstruel jetable sans latex au fonctionnement similaire à la coupe menstruelle est mis sur le marché aux États-Unis. Comme la coupe menstruelle, il est souple et peut être gardé douze heures dans le vagin. Il est possible de l'utiliser pendant les rapports sexuels.

## Description
Les coupes menstruelles existent en différentes tailles adaptées au fait d'avoir déjà accouché ou non, et disposent d'une tige ou d'un anneau pour en faciliter le retrait. Elles sont composées de caoutchouc, de latex ou de silicone. Leur durée de vie est d'au moins cinq ans. Une coupe est généralement conçue pour contenir entre 10 et 30 ml de fluides, ce qui correspond environ à un tiers de la quantité perdue lors d'une menstruation[réf. souhaitée].

## Utilisation

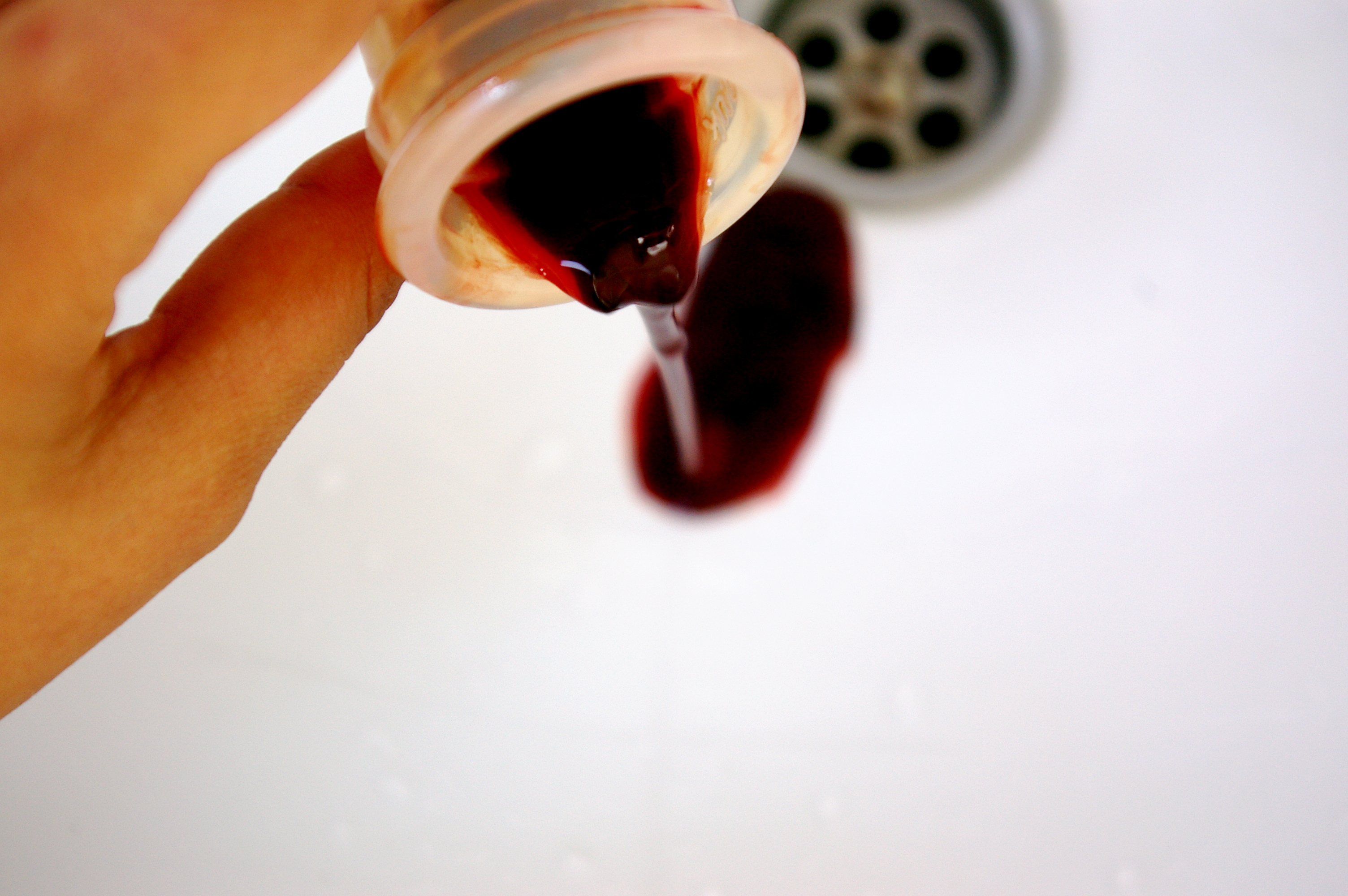
Une fois la coupe remplie de sang, celui-ci est vidé dans un lavabo ou aux toilettes et la coupe est rincée puis réinsérée dans le vagin.

La coupelle propre est insérée pliée dans le vagin selon de nombreux pliages possibles. Elle s'y déplie ensuite seule et se plaque aux parois vaginales. Elle peut être humidifiée au préalable pour glisser plus aisément, avec de l'eau ou du lubrifiant à base d'eau. Le bord rond de la coupe se retrouve plaqué sur les parois vaginales. La coupe est maintenue en place grâce aux muscles vaginaux et non par un effet ventouse, contrairement à la croyance populaire. Il est recommandé de ne pas conserver la coupe menstruelle en place pendant plus de 6 heures (huit heures maximum), même si la coupe peut techniquement être conservée en place jusqu'à douze heures d'affilée. Il existe plusieurs techniques pour retirer la coupe (en pinçant le fond de la coupe, en tirant sur la tige vers les côtés, en insérant un doigt entre le sommet de la coupe et la paroi vaginale pour faire un appel d'air). Elle est alors vidée, rincée puis peut être réinsérée.

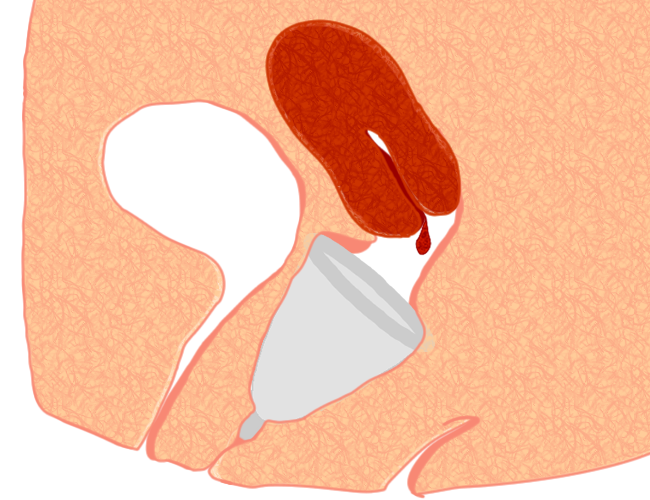
Coupe bien positionnée dans le vagin.
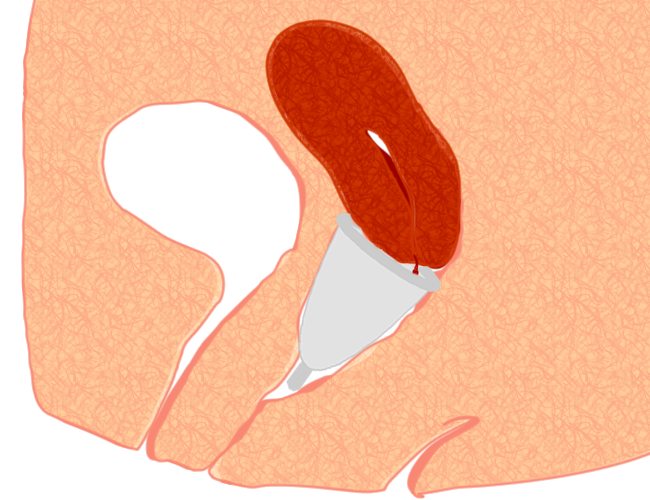
Coupe bien positionnée.
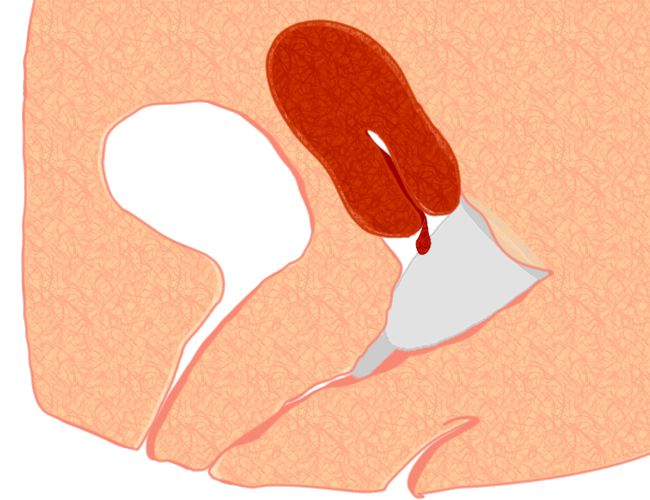
Coupe positionnée trop haut, entraînant des risques de fuite.

### Entretien

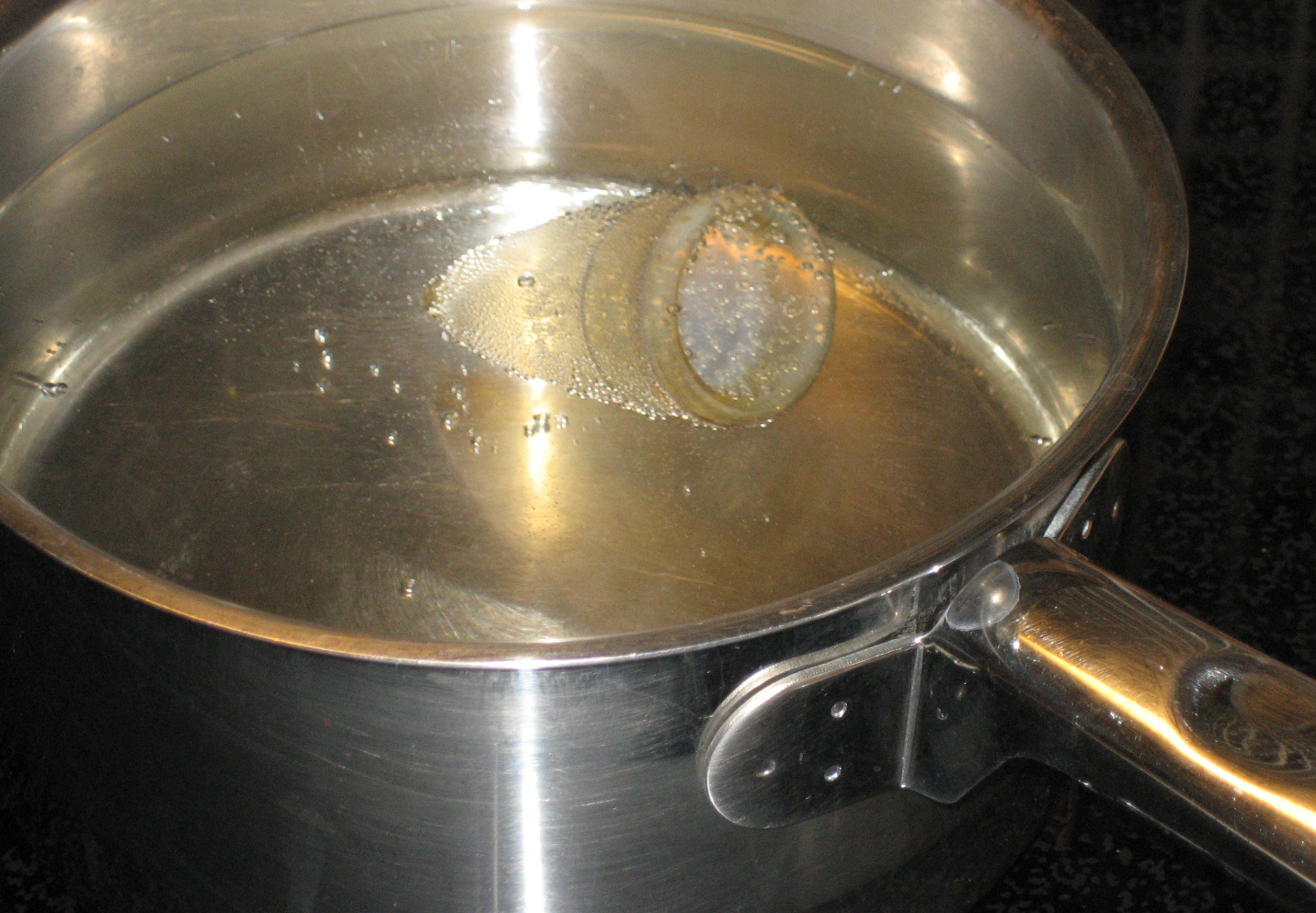
Une stérilisation régulière de la coupe menstruelle est nécessaire.

La coupe doit être stérilisée avant ou après les menstruations, par exemple en la plongeant dans de l'eau bouillante ou en la stérilisant au micro-ondes dans une boîte dédiée pour certaines marques. Elle peut aussi être soigneusement lavée à l'aide d'un nettoyant doux non parfumé et au pH équilibré. Certains fabricants mettent en garde contre l'usage de savon, car il pourrait laisser des résidus et endommager le silicone.

### Avantages et inconvénients
La coupe menstruelle ne se sent pas lorsqu'elle est bien positionnée, et permet la poursuite d'une activité normale, y compris sportive, sans éprouver de gêne physique ni avoir de risque de fuite,. Elle peut être laissée en place plus longtemps que les autres protections hygiéniques, tout en ne perturbant pas la flore vaginale. Réutilisable pendant plusieurs années, elle permet une économie financière liée au remplacement de l'achat de protections classiques jetables, ainsi qu'une réduction significative de la quantité de déchets produite par les serviettes et les tampons,. Une diminution des crampes menstruelles est également rapportée.
En contrepartie, son usage nécessite un certain apprentissage concernant sa mise en place et son retrait, et requiert également le fait d'être à l'aise avec son corps et avec le contact du sang,. La coupe nécessite d'avoir régulièrement accès à un point d'eau pour la rincer, ce qui peut s'avérer délicat dans des sanitaires publics,. Enfin, elle peut ne pas convenir aux personnes ayant des problèmes gynécologiques compliquant l'insertion de la coupe. Un applicateur pour faciliter l'insertion a été commercialisé en 2016 afin de répondre à la demande d'utilisatrices de tampons avec applicateur. La coupelle s'ouvre ainsi automatiquement au bon endroit sans avoir à se salir.

## Commercialisation
En Europe, la coupe menstruelle est commercialisée à partir des années 2000, principalement en ligne. La coupe menstruelle se vend en pharmacies, sur internet ou depuis 2016 en grandes surfaces en France.

## Sécurité sanitaire

### Composition
Aucune étude sur la composition des coupes menstruelles n'existe. Le rapport de 2019 de l'Anses sur les protections hygiéniques rappelle que « les matériaux de fabrication des protections intimes sont mal documentés » et que les informations fournies par les marques ne permettent pas d'en identifier précisément les composants. Selon le même rapport, aucun des seuils sanitaires recommandé n'est dépassé pour l'acétophénone, le dioxyde de soufre, le THF, l’hydroxytoluène butylé (BHT), le naphtalène et la 1,2-diméthylhydrazine.

### Syndrome du choc toxique
En tant que protection hygiénique interne, la coupe menstruelle expose comme pour le tampon au risque de contracter un syndrome du choc toxique (SCT). Plusieurs cas de syndrome du choc toxiques lié à l'utilisation d'une coupe menstruelle ont été rapportés. En 2020, la Direction générale de la concurrence, de la consommation et de la répression des fraudes alerte sur le risque de SCT dû à la mauvaise utilisation des coupes, les informations inscrites sur les notices d'utilisation n'étant pas conformes aux recommandations sanitaires. Un rapport de 2020 de l'Anses rapporte que la composition physico-chimique des protections hygiéniques internes, incluant la coupe menstruelle, n'est pas mise en cause dans la survenue de syndrome du choc toxique.
Parmi les études menées, une étude de 1994 portant sur la coupe de marque Tassaway et la présence de la toxine SCTT-1 produite par S. aureus montre qu'après culture en laboratoire, la présence de cette toxine n'est pas détectable dans les échantillons, contrairement aux tests réalisés avec des tampons composés d'autres éléments que du coton uniquement. Le 4 juillet 2017, les Hospices civils de Lyon publient un communiqué de presse portant sur une étude expérimentale menée par des chercheurs du Centre National de Référence du staphylocoque. De nombreux médias reprennent les informations de ce communiqué et mettent en cause la coupe menstruelle dans le syndrome du choc toxique. Une polémique naît immédiatement,. Ces résultats préliminaires ne sont ni vérifiés ni publiés dans la littérature scientifique, contrairement à l'étude de 1994 sur la coupe Tassaway. Le 8 juillet, les Hospices de Lyon publient une mise au point et précisent qu'« aucune protection testée ne favorise la croissance et la production de la toxine » responsable des chocs toxiques.

### Compatibilité avec un dispositif intra-utérin (DIU)
Les risques de l'utilisation d'une coupe menstruelle lorsqu'on porte un DIU (dispositif intra-utérin ou stérilet) sont discutés (risque de perte ou de déplacement du stérilet pouvant entraîner une grossesse non désirée). En France, ce sujet a fait l'objet d'une question du député Hervé Féron à l'Assemblée nationale, spécifiant notamment que « l'Agence du médicament a ainsi demandé aux professionnels de santé d'être vigilants face au « risque potentiel » du dispositif, bien que le contrôle de la coupe menstruelle, qui n'est pas considérée comme un médicament ni comme un « dispositif médical », ne relève pas de sa compétence. Elle a donc choisi de transmettre le dossier à la Direction générale de la concurrence de la consommation et de la répression des fraudes (DGCCRF). » Les résultats des conclusions ne sont pas encore connus. En attendant une législation sur le sujet, certaines compagnies, en Angleterre ou au Canada, où les coupes sont utilisées depuis plus longtemps, mettent en garde sur cette question,.
L'utilisation d'une cup menstruelle augmenterait les chances d'expulsion du stérilet (DIU). La première année après la pose du stérilet, le taux d'expulsion serait d'environ 14,3% pour les utilisatrices de la cup menstruelle contre seulement 4,7% pour les non-utilisatrices et la deuxième année le risque augmenterait avec 23,2% pour les utilisatrices de la cup contre 6,5% pour les utilisatrices.
Des professionnels de santé comme des sages-femmes et des gynécologues considèrent que l'effet de succion et la forme de la cup pourraient tirer les fils du stérilet lors du retrait et favoriser l'expulsion du dispositif. L'une des solutions qui pourrait réduire les risques de l'expulsion du stérilet serait de couper les fils du stérilet plus courts afin d'éviter qu'ils se prennent dans la cup lors du retrait.